# H-система
H-система — система суррогатной записи букв эсперанто, используемая тогда, когда нет возможности использовать буквы эсперанто с диакритическими знаками. Замена происходит следующим образом:
- ĉ → ch
- ĝ → gh
- ĥ → hh
- ĵ → jh
- ŝ → sh
- ŭ → u

## История
H-система была впервые предложена Л. Заменгофом в его дополнении ко Второй книге в 1888 году. Упоминание H-системы было также добавлено к описанию алфавита эсперанто в последующих переводах Первой книги (например, в английском переводе 1889 года).
В официальном заявлении «Об особых технических потребностях в отношении нашего алфавита и орфографии» Академии эсперанто в Официальном сообщении № 6 от 21.01.2007 H-система называется "Фундаментальной системой замены (ch, gh, hh, jh, sh, u) ".

## Критика
Даже несмотря на то, что эта система была предложена Л. Заменгофом, она имеет несколько недостатков. Во-первых, буква H уже является самостоятельной буквой эсперанто, и это нарушает принцип «одна буква — один звук». Во-вторых, в этой системе букве U соответствуют сразу два звука — [u] и [ŭ], что опять же нарушает принцип «одна буква — один звук».
Другая проблема H-системы заключается в том, что сочетания букв в словах могут быть ошибочно приняты за суррогатное написание. Например, в словах flughaveno, chashundo и traumata (traŭmata или traumata?). В таких случаях нужно использовать другой указатель. Заменгоф рекомендовал в таких случаях использовать апостроф: flug’haveno, chas’hundo. Также может использоваться дефис: flug-haveno, chas-hundo.

## Интернет и H-система
Долгое время H-система практически не использовалась, за исключением некоторых случаев в телеграммах. Начиная с интернет-периода, H-система стала более широко использоваться, чем когда-либо прежде. Однако она менее популярна, чем неофициальная X-система суррогатной записи (последняя лишена проблем, присущих H-системе).